# Memecylon tetrapterum
Memecylon tetrapterum är en tvåhjärtbladig växtart som beskrevs av Célestin Alfred Cogniaux. Memecylon tetrapterum ingår i släktet Memecylon och familjen Melastomataceae.
Artens utbredningsområde är Madagaskar. Inga underarter finns listade i Catalogue of Life.